# Eremopeza bicoloripes
Eremopeza bicoloripes is een rechtvleugelig insect uit de familie Pamphagidae. De wetenschappelijke naam van deze soort is voor het eerst geldig gepubliceerd in 1928 door Moritz.